# Hypsagonus quadricornis
Hypsagonus quadricornis är en fiskart som först beskrevs av Cuvier 1829.  Hypsagonus quadricornis ingår i släktet Hypsagonus och familjen pansarsimpor. Inga underarter finns listade i Catalogue of Life.